# Внутренняя пограничная мембрана
Внутренняя пограничная мембрана (англ. membrana limitans interna, ERM / ILM epiretinal / internal limiting membrane) — один из десяти слоёв сетчатки позвоночных. Образована базальной и плазматической мембраной клеток Мюллера, возможно, и других глиальных клеток. Здесь содержатся также коллагеновые волокна и протеогликаны.
Под оптическим микроскопом слой имеет однородный вид и разграничивает сетчатку и стекловидное тело. Внутренняя пограничная мембрана покрывает всю сетчатку и в передней части глаза переходит в зонулярные волокна.
Ранее гистологи считали, что кистевидные ножки мюллеровских клеток плотно закреплены в пограничной мембране. Однако исследования под электронным микроскопом помогли установить, что внутренняя пограничная мембрана является базальной мембраной и разъединена с ножками мюллеровских клеток. Клинически удалось установить, что сильное сцепление мембраны с сетчаткой обусловлено промежуточным слоем, наполненным склеивающим веществом. Это вещество соединяет глиальные отростки клеток Мюллера с пограничной мембраной.
Толщина слоя составляет 2-3 мкм.